# Bąkowate
Bąkowate, ślepaki, bąki (Tabanidae) – rodzina owadów z rzędu muchówek. Dotychczas opisano ponad 3 tys. gatunków z czego w Polsce ok. 50. Mianem „bąka” bywa błędnie określany trzmiel.
Przedstawiciele tej rodziny to owady na ogół dość duże, mierzące ok. 3 cm długości o krępej budowie ciała z charakterystyczną wypukłą głową. Oczy są duże, lśniące i kolorowo ubarwione. Skrzydła szerokie i duże.
W połowie maja polskie bąkowate pojawiają się na polach i od razu rozpoczynają gody. Samice po kopulacji poszukują żywiciela, którym jest duży ssak, aby odżywić się jego krwią niezbędną do rozwoju jajników (samce żywią się głównie sokami roślin). Swoich żywicieli odnajdują za pomocą wzroku. Preferują zwierzęta ubarwione ciemno. Samica za pomocą przednich odnóży rozgarnia sierść dostając się do skóry, którą rozcina żuwaczkami i szczękami. Do wykonanej ranki wpuszcza trochę śliny mającej na celu zapobieżenie krzepnięciu krwi. Następnie wysysa krew, dzięki której zaczyna się rozwój jajników i w końcu wykształcenie jaj. Larwy bąkowatych albo są drapieżnikami albo saprofagami (żywią się szczątkami roślinnymi). Przebywają w przybrzeżnej strefie wodnych zbiorników, na bagnach, torfowiskach czy nawet w wilgotnej glebie.
Ukłucia bąkowatych są bolesne i mogą powodować podrażnienia skóry. Przy masowym wystąpieniu są groźnymi pasożytami, gdyż oprócz tego, że stają się dręczycielami zwierząt hodowlanych przebywających na pastwiskach, powodując ich ogólne osłabienie, to jeszcze mogą przenosić zarazki chorób zakaźnych jak np. wąglika, tularemii, paraliżu dziecięcego oraz świdrowce i nicienie.
W Polsce najpospolitsze gatunki to: bąk bydlęcy (Tabanus bovinus), jusznica deszczowa (Haematopota pluvialis).

## Typy ekologiczne larw
Larwy Tabanidae występujących w Polsce zaliczane są do pięciu grup:
- hydrofile, których larwy odbywają cały rozwój w wodzie (Chrysops – larwy występują we wszystkich typach wód, Hybomitra – larwy występują tylko w wodach stojących),
- semihydrofile – pierwsze stadia larwalne rozwijają się w środowisku wodnym, kolejne stadia larwalne przechodzą do wilgotnej gleby lub strefy brzegowej zbiorników stojących i cieków (większość Tabanidae),
- geofile – larwy rozwijają się w glebie nawet w dużej odległości od zbiorników wodnych, jednakże tylko w wilgotnych glebach (Haematopota),
- kserofile – larwy rozwijają się w bardziej suchych glebach (np. Tabanus quatuornotatus),
- lignifile – larwy rozwijają się w dziuplach drzew i próchniejącym drewnie (np. Tabanus cordiger).